# Кіндратівська сільська рада (Костянтинівський район)
Кіндратівська сільська рада — колишній орган місцевого самоврядування у Костянтинівському районі Донецької області з адміністративним центром у с. Кіндратівка.

## Населені пункти
Сільській раді були підпорядковані населені пункти:
- с. Кіндратівка
- с. Куртівка
- с. Осикове

## Склад ради
Рада складалася з 16 депутатів та голови.